# Burg Leibersdorf
Die abgegangene Burg Leibersdorf befand sich in Leibersdorf, heute ein Ortsteil der niederbayerischen Gemeinde Volkenschwand im Landkreis Kelheim. Die Anlage liegt ca. 100 m südlich der Ortskirche St. Jakobus der Ältere von Leibersdorf. Sie wird als „weitgehend verebnete und überbaute mittelalterliche Niederungsburg mit zugehöriger Ökonomie in Leibersdorf“ unter der Aktennummer D-2-7337-0011 als Bodendenkmal im BayernAtlas aufgeführt.

## Beschreibung
Die Erbauungszeit der Burg fällt zwischen 1150 und 1250, wobei man wegen der kreisrunden Anlage zuerst auf eine Turmhügelburg schließen kann. Die Burg lag in einem für einen Burgenbau ungünstigen von Ost nach West ansteigenden Tal, von dem das Terrain auch nach Süden und Norden ansteigt. Der Platz wurde vermutlich gewählt, da es hier Quellen gab, aus denen der kreisrunde Ringgraben um die Niederungsburg mit Wasser versorgt werden konnte. Der Burgenplatz besaß einen Durchmesser von 30 m, der umgebende Wassergraben hatte eine Breite von 15 m; außerhalb des Grabens befand sich noch ein Streifen von 10 bis 15 m Breite, an dem sich einst ein Außenwall befunden hat. Mitte des 16. Jahrhunderts sprach Philipp Apian noch von einer „herrlichen Burg in der Ebene“ (arx splendida in plano), diese wurde aber im  Dreißigjährigen Krieg zerstört, bei Michael Wening heißt es dazu, „weilen das Schloß von Schwedischen Kriegszeiten her annoch in völlig ruinierten Standt sich befindet dienet an statt deß Schloß zu der Wohnung ein sonderbahre Behausung“. Mit Letzterem ist ein Gebäude beim Bauhof der Burg gemeint, das von Clemens August von Burgau 1762 vollständig renoviert und 1788 von Franz Sales von Käppler 1788 samt Wirtschaftshof verkauft wurde; auch dieses existiert heute nicht mehr.

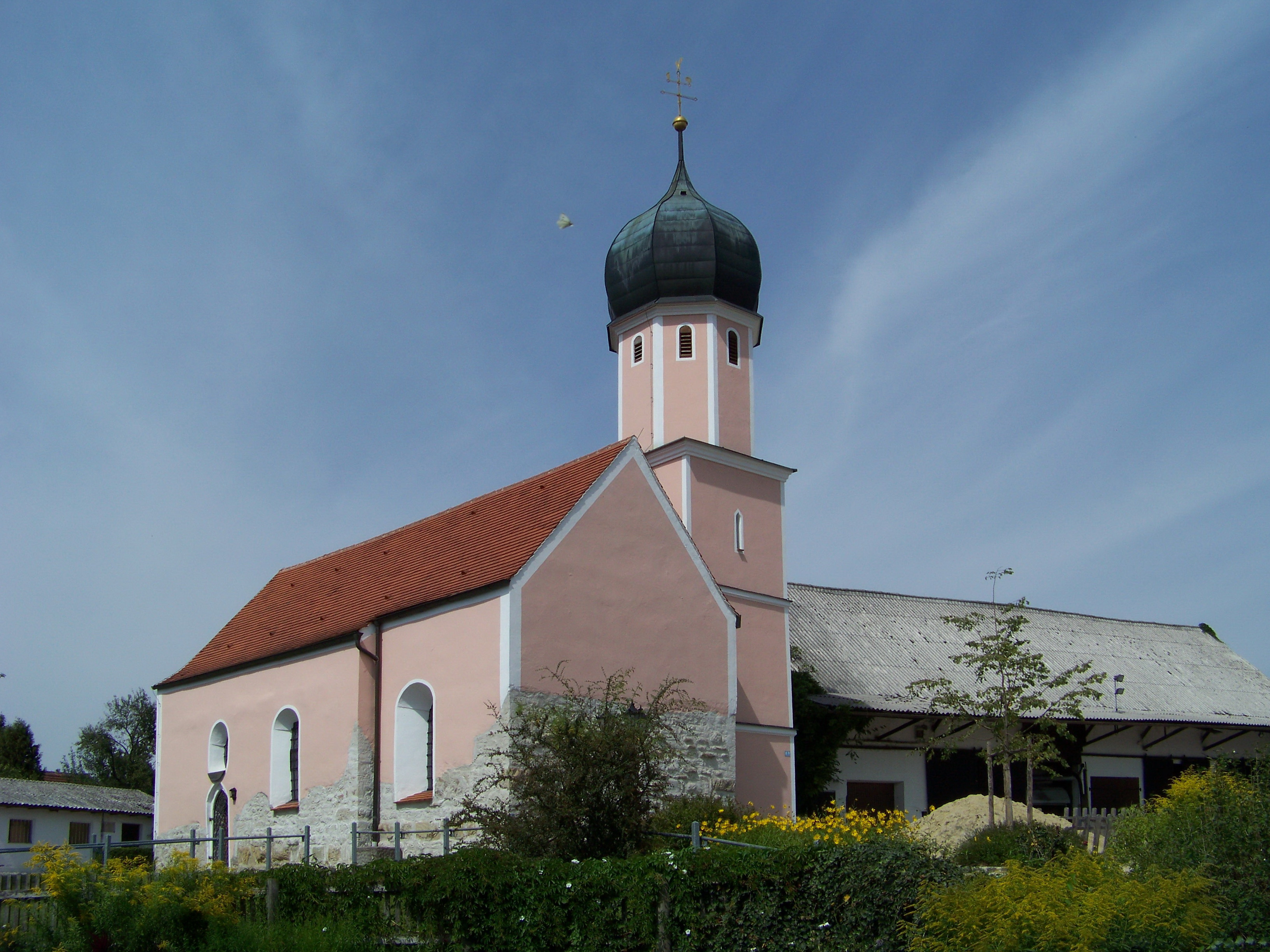
Kirche Sankt Jakobus der Ältere in Leibersdorf

Die Burg dürfte in mehreren Bauphasen errichtet worden sein. Daran erinnern die Außenmauern der Ortskirche, denn hier befinden sich Buckel-steinquader von einer Größe von 50 × 80 cm, darüber sind Steinlagen von geringerem Format (12 × 20 cm), aber mit Buckel und Randschlag. Auf halber Höhe der Mauer hören die Buckelquader auf. Es ist anzunehmen, dass diese Steine bei der Neuerrichtung des Langhauses der Kirche 1761 sekundär von der Burg verwendet worden sind. Die unterschiedliche Größe der Steine und ihre unterschiedliche geologische Herkunft verweist dabei auf verschiedene Bauphasen der Burg. Im Zuge der Errichtung einer Umgehungsstraße, die genau über das Burgareal führt, verschwanden alle Spuren der Burg Leibersdorf.

## Geschichte
1087 wird ein „Gerunch de Livvensdorf“ als Zeuge bei der Beurkundung eines Gütertausches zwischen der Geisenfelder Äbtissin Frideruna, Markgräfin von Hohenburg, und dem Bischof Udalrich I. vom Bistum Eichstätt genannt. Dieser Gerunch ist der erste der edelfreien und reich begüterten Familie der Leibersdorfer. Er war ein Vasall der Herren von Ratzenhofen. Die Familie der Leibersdorfer wird in zahlreichen Urkunden des Bistums Freising oder der Klöster Münchsmünster, Rohr, Biburg oder Seligenthal genannt. Der Letzte dieser Familie war Lazarus Leibersdorfer, der im Kloster Biburg seine Ruhestätte fand. Danach erhielt Josef Zeller zu Leibersdorf von Herzog Ludwig und Herzog Wilhelm die Hofmark. Die Freiherren von Zeller hatten die Hofmark zwischen 1523 und 1723 in ihrem Besitz. Danach ging sie von 1727 bis 1765 an die Freiherrn bzw. Grafen von Burgau über. Ihnen folgten von 1765 bis 1800 die Freiherrn von Käppler, die zwischen 1800 und 1818 von der Gräfin von Butler abgelöst wurden. Zwischen 1818 und 1848 war die Hofmark im Besitz der Freiherrn von Hornstein.